# Vartofta
Vartofta – miejscowość (tätort) w Szwecji, w regionie administracyjnym (län) Västra Götaland, w gminie Falköping.
Według danych Szwedzkiego Urzędu Statystycznego liczba ludności wyniosła: 529 (31 grudnia 2015), 554 (31 grudnia 2018) i 532 (31 grudnia 2019).